# Distrito de Ayaví
El distrito de Ayaví es uno de los dieciséis distritos que conforman la provincia de Huaytará, ubicada en el departamento de Huancavelica, bajo la administración del Gobierno regional de Huancavelica, en la zona de los andes centrales del Perú.
Desde el punto de vista jerárquico de la Iglesia católica, forma parte de la Diócesis de Huancavelica.

## Historia
Fue creado mediante Ley N° 9299 del 22 de enero de 1941, dada en el primer gobierno del Presidente Manuel Prado Ugarteche.

## Geografía
Se encuentra ubicado a 3821 m s. n. m.; a 25 km de la ciudad de Huaytará. La distancia entre la ciudad de Ica y el distrito de Ayaví es de 74,7 km, tiempo estimado 4 horas.
Los pobladores cuentan que Ayaví proviene de la frase “Allá vi… al niño”, esta pequeña localidad, en la época de la independencia, albergó al ejército del Libertador José Antonio Álvarez de Arenales, cuando se dirigía a Huamanga - Ayacucho.
Su principal atractivo es su iglesia ubicada en la plaza principal del pueblo.

## Economía
El distrito de Ayaví es principalmente ganadera, cuya producción láctea es importante y abastece con este producto a los mercados del departamento de Ica y de Lima.
Además la crianza y cuidado de camélidos como la llama, vicuña y alpaca en Ayaví hace de la provincia de Huaytará una de las ciudades más importantes de Huancavelica pues la carne y lana de estos animales son bien cotizadas en los mercados del país y del extranjero.
En la agricultura en sus campos se cultivan la papa tubérculo que tiene fama mundial, además se cultivan las habas, frijoles, la alfalfa, el maíz, la quinua, la achita o cañigua y algunos árboles frutales.

## Autoridades

### Municipales
Para el periodo 2015-2018 el actual alcalde de Ayaví es el Ingeniero Justo Hernández Moreno, junto a los regidores: Luciano Huamaní Bentura, Martha Quiñones García, Luiza Rachel Cabrera Loayza, Manuel Balvín Sánchez Sayritupac y Marisol Mercedes Condeña Auris.

### Policiales
- Comisario:  PNP.

### Religiosas
- Diócesis de Huancavelica[3]
  - Obispo de Huancavelica: Monseñor Isidro Barrio Barrio.[4]

## Festividades
La festividad del Niño Jesús de Ayaví se realiza el 30 de septiembre de todos los años, el cual es muy concurrido por los fieles devotos de todas partes del país.
La tradición del pueblo indica que en la festividad del Niño Jesús de Ayaví, en el mes de septiembre de cada año los niños del pueblo llevan a la fiesta canicas (bolitas) para jugar con el niño Jesús.

## Gastronomía
Entre los platos típicos del distrito destacan: Patasca (caldo de mondongo): Es una sopa hecha con carne (panza), maíz y hierba buena. La pachamanca: carnes diversas, papas, queso y choclo o maíz tierno cocidos bajo tierra entre piedras calientes con hierbas aromáticas, al estilo prehispánico. El postres típico Llipta: Mazamorra hecha de maíz de color mostaza (es un maíz especial). Otro postre es la mazamorra de calabaza. 